# Charles Riddy
Charles Riddy (Toronto, 3 marzo 1885 – Nepean, 11 giugno 1979) è stato un canottiere canadese.
Ha vinto la medaglia di bronzo olimpica nel canottaggio alle Olimpiadi 1908 tenutesi a Londra, nella gara di Otto maschile con Irvine Robertson, Joe Wright, Sr., Walter Lewis, Julius Thomson, Becher Gale, Gordon Balfour, Geoffrey Taylor, Douglas Kertland, a pari merito con la squadra britannica.
Nella stessa edizione, vince una seconda medaglia di bronzo nella gara di Quattro senza maschile con Becher Gale, Gordon Balfour e Geoffrey Taylor, a pari merito con il team olandese.